# Valeriuskliniek

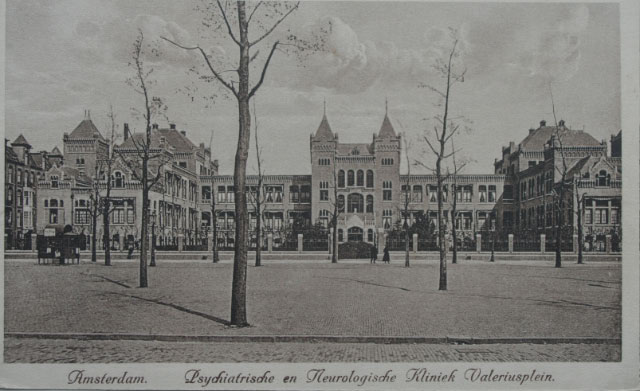
De Valeriuskliniek in 1910

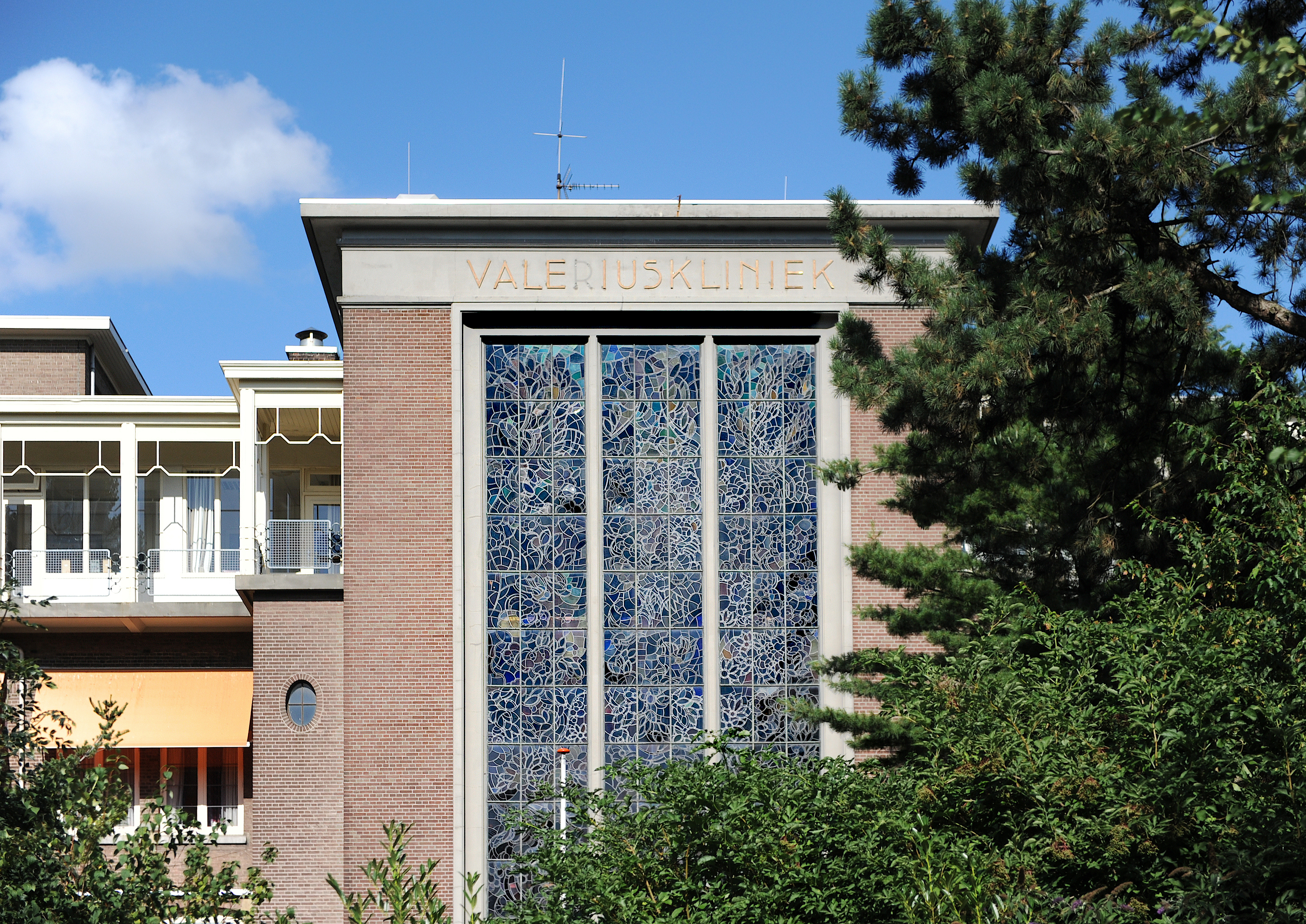
Glas-in-loodraam in de centrale hal van de Valeriuskliniek (1938)

De Valeriuskliniek is een voormalige psychiatrische opnamekliniek gelegen aan het Valeriusplein in Amsterdam-Zuid.

## Geschiedenis
De kliniek werd opgericht op initiatief van de Vereeniging Christelijke Verzorging van Krankzinnigen en Zenuwlijders in samenwerking met de Vrije Universiteit en opende op 3 november 1910 haar deuren. Acht jaar later opende naast de Valeriuskliniek ook het fysiologisch laboratorium van de universiteit. Hoewel het de bedoeling van de oprichtingsvereniging was geweest de psychiatrie te verenigen met het christelijk geloof, speelde religie in de dagelijkse praktijk van de behandeling geen rol. Zondags werden wel door het personeel liederen gezongen van Johannes de Heer.
Aanvankelijk bood de kliniek plaats aan zestig patiënten, dertig mannen en dertig vrouwen, verdeeld over drie klassen. Later groeide zij uit tot een ziekenhuis met honderden werknemers en kreeg de kliniek verschillende afdelingen, waaronder een gesloten afdeling, een open afdeling, een afdeling voor deeltijdbehandeling, een afdeling voor ouderen en een polikliniek. De behandeling was in het algemeen gericht op stabilisatie; voor speciale therapieën werd doorverwezen naar andere instellingen. Onder anderen de dichters Jan Arends, Gerrit Achterberg, Adriaan Roland Holst en Rogi Wieg waren er opgenomen, de kunstvervalser Han van Meegeren overleed er.
In 1979 verhuisde de afdeling Neurochirurgie van het Valeriusplein naar het VU-ziekenhuis, enkele jaren later gevolgd door de afdelingen Kinderneurologie (1981) en Neurologie (1985). In 1987 fuseerde de Valeriuskliniek met het psychiatrisch ziekenhuis J.C. de Keijzer tot het Psychiatrisch Centrum Amsterdam (PCA) Zuid/Nieuw-West. Het gebouw aan het Valeriusplein werd daarbij vrijgekocht van de oude vereniging. Latere fusies leidden ertoe dat de Valeriuskliniek onder de hoede kwam van achtereenvolgens GGZ Buitenamstel (vanaf 2000) en GGZ inGeest (sinds 2007).
De kliniek sloot op 18 november 2013 haar deuren en verhuisde naar een nieuw gebouw bij het VU medisch centrum in Buitenveldert genaamd De Nieuwe Valerius. Op de plek werd van 2017 tot 2023 gebouwd aan gebouw Valerius.

### Tweede Wereldoorlog
Gedurende de Tweede Wereldoorlog bood de Valeriuskliniek, die op dat moment onder leiding stond van professor Lammert van der Horst, onderdak aan joodse onderduikers die er als 'patiënt' waren opgenomen en ook werd onder meer op deze plek regelmatig vergaderd door de leden van het College van Vertrouwensmannen (onder wie Willem Drees), dat tot taak had om tussen het moment van de bevrijding en de terugkeer van de Nederlandse regering in ballingschap als haar vertegenwoordiger op te treden. Studenten die weigerden de pro-Duitse loyaliteitsverklaring te ondertekenen, genoten er clandestien onderwijs.

## Gebouw

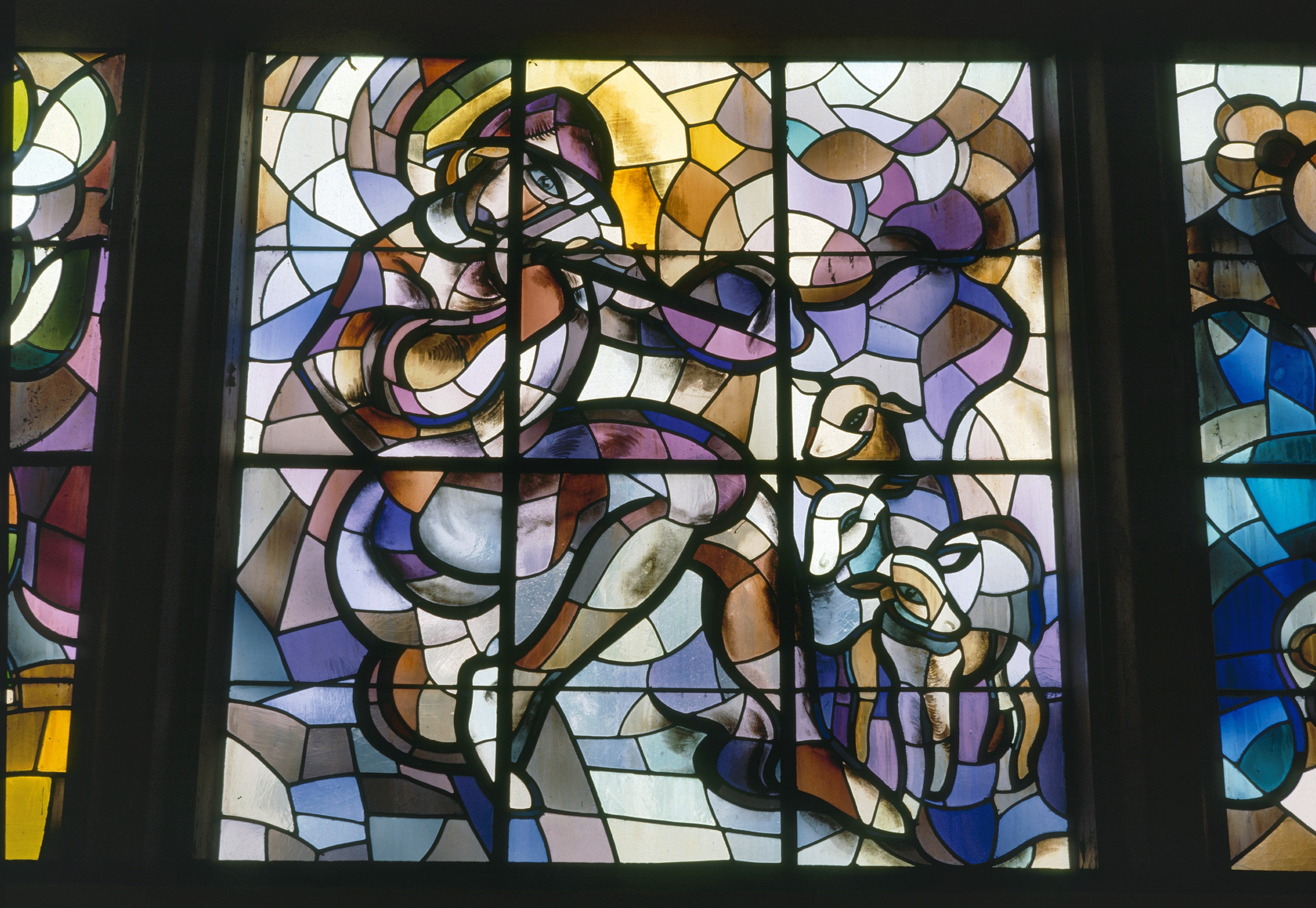
Detail van het raam in de centrale hal

Het hoefijzervormige gebouw, opgetrokken uit tweeënhalf miljoen bakstenen, werd ontworpen door Huibertus Bonda (1862-1941). Hoofdopzichter was Gerrit Jan Rutgers. Het oppervlak werd ingezet op 1950 m² bebouwing op een terrein van 3300 m². Een aannemer uit Weesp zag mogelijkheden de kliniek voor krap 200.000 gulden te bouwen. In mei 1909 werd de "eerste steen" gelegd voor het 80 meter brede gebouw met een granieten trap in het midden.
In het midden van het gebouw, in de centrale hal, bevond zich een 13 meter hoog, uit drie panelen opgebouwd glas-in-loodraam ontworpen door de Zwolse glazenier Matthieu Wiegman uit 1938, bestaande uit 15.200 stukjes glas. Het werd geplaatst ten tijde van een grote verbouwing in de periode 1937-1941, onder leiding van architect Arnold Ingwersen.
Het gebouw werd na de sluiting van de kliniek verkocht aan een vastgoedontwikkelaar die er dure appartementen wilde vestigen. De nieuwe eigenaar zag geen mogelijkheden om het gebouw te behouden voor de vestiging van de 29 appartementen. Daarom werd in januari 2017 een aanvang gemaakt met sloop, die in totaal vier maanden zou duren. Diezelfde eigenaar wilde het glas-in-loodkunstwerk niet hergebruiken, hij wilde dat de nieuwbouw los zou staan van het verleden. Erfgoedvereniging Heemschut verzette zich daartegen, maar kon niet voorkomen dat het glas-in-lood in de opslag verdween, zonder uitzicht op hergebruik hier of plaatsing elders. De nieuwe eigenaar verdedigde zijn besluit met de mededeling dat het glas toch reeds beschadigd was door vandalen en de tijd. In januari 2018 kwam het bericht dat de eigenaar van de nieuwbouw uiteindelijk toch mogelijkheden ziet om een deel van het kunstwerk in de nieuwbouw te plaatsen. Twee derde van het origineel moet als verloren worden beschouwd, een bende uit Oost-Europa zou tijdens de leegstand al het brons uit het gebouw gesloopt hebben. Het overgebleven deel zal worden geplaatst nabij de luifel. Een ander kunstwerk van dezelfde kunstenaar dat tijdens sloop etc. werd teruggevonden wordt in de buurt van het trappenhuis gezet. Ingwersen zou vlak na openingen over de raampartijen van Wiegman hebben geschreven: "Er moest een vreugdevol raam komen. De patiënten, die de spreekuren van de dokters in deze kliniek bezoeken, verkeren doorgaans in gedeprimeerde stemming. Wat konden wij voor hen beter doen dan hen bij het binnentreden te laten genieten van de kleur, die immers de muziek van het licht is".